# Arnold Arens
Arnold Arens (* 22. Dezember 1943 in Bleiwäsche; † 25. Mai 2016 in Telgte) war ein deutscher Romanist und Mediävist.

## Leben und Werk
Arens studierte Romanistik an der Universität Münster und wurde 1971 von Heinrich Lausberg promoviert. 1972 ging er (als Assistent) mit Lausberg zum Aufbau der Romanistik an die neu gegründete Gesamthochschule Paderborn. Er habilitierte sich 1982 und war ab 1987 in Paderborn Akademischer Oberrat und außerplanmäßiger Professor.

## Werke

### Verfasser
- Zur Tradition und Gestaltung des Cid-Stoffes. Akademische Verlagsgesellschaft, Frankfurt am Main 1975.
- Untersuchungen zu Jean Bodels Mirakel „Le jeu de saint Nicolas“. F. Steiner Verl., Wiesbaden, Stuttgart 1986.
- Das Phänomen Simenon. Einführung in das Werk. Bibliographie. F. Steiner Verl., Stuttgart 1988.

## Herausgeber
- (Hrsg.) Text-Etymologie. Untersuchungen zu Textkörper und Textinhalt. Festschrift für Heinrich Lausberg zum 75. Geburtstag. F. Steiner, Stuttgart 1987.
- (Vorwort) Heinrich Lausberg: Handbuch der literarischen Rhetorik. Eine Grundlegung der Literaturwissenschaft. 3. Auflage. Franz Steiner, Stuttgart 1990.
- (Hrsg.) Heinrich Lausberg: Ernst Robert Curtius (1886–1956). Aus dem Nachlass herausgegeben. Franz Steiner, Stuttgart 1993.
- (Hrsg.) Heinrich Lausberg: Opera minora. Romanische Sprachwissenschaft, romanische Philologie und Rhetorik, Textanalyse. Mit einem Anhang: In memoriam Heinrich Lausberg. Franz Steiner, Stuttgart 1993.